# George Stevens junior
George Cooper Stevens junior (* 3. April 1932 in Los Angeles, Kalifornien) ist ein US-amerikanischer Filmproduzent, Autor sowie Gründungsmitglied und langjähriger Direktor des American Film Institute. Im Vorfeld der Oscarverleihung 2013 wurde Stevens am 1. Dezember 2012 mit einem Ehrenoscar für sein Lebenswerk ausgezeichnet und erhielt darüber hinaus zahlreiche weitere Ehrungen.

## Biografie

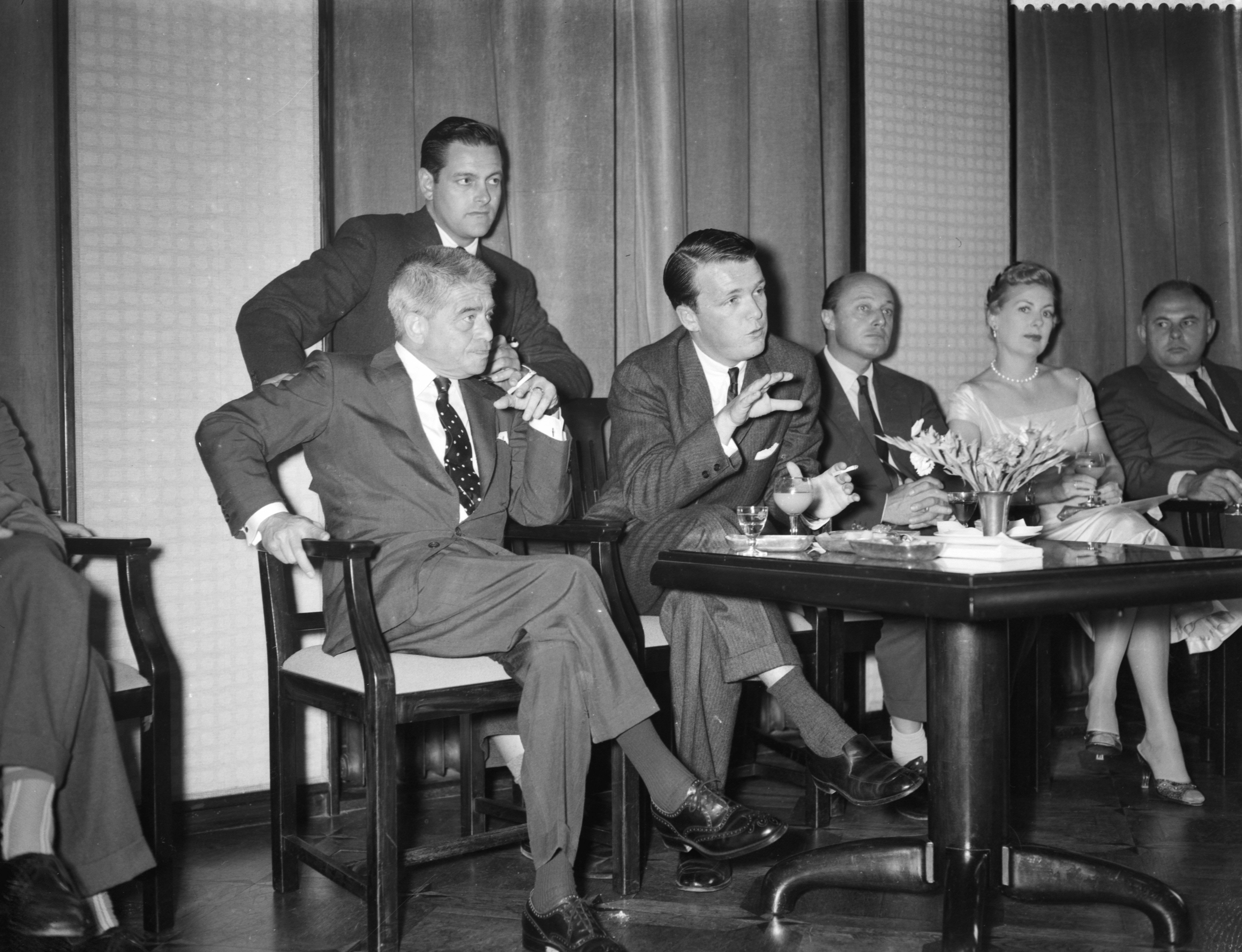
Stevens Jr. (sprechend und gestikulierend) bei einer Pressekonferenz in Amsterdam 1958

George Stevens junior ist der einzige Sohn des Filmemachers George Stevens und dessen erster Ehefrau, der Schauspielerin Yvonne Howell. In den 1950er-Jahren begann Stevens junior seine Karriere im Filmgeschäft als Produktionsassistent bei einigen Filmen seines Vaters wie Ein Platz an der Sonne, Mein großer Freund Shane und Giganten. Er übernahm auch selbst die Regie bei einigen Fernsehserien sowie Filmproduktionen. In den 1960er-Jahren war er für die United States Information Agency tätig und überwachte deren veröffentlichte Filme.
Bekannt wurde Stevens Jr. aber auch vor allem als treibende Kraft bei der Gründung des American Film Institute im Jahr 1967, als dessen erster Präsident er auch bis zum Jahr 1980 fungierte. Bis dahin hatte es keine nennenswerte Organisation in den USA gegeben, die sich dem Erhalt von Filmgeschichte verschrieben hatte, und unter der Führung von Stevens etablierte sich das American Film Institute als wichtige Institution. In den 1970er-Jahren begründete Stevens auch den AFI Life Achievement Award sowie den Kennedy-Preis, zwei der angesehensten Ehrenauszeichnungen der amerikanischen Unterhaltungsindustrie.
Am 5. Juli 1965 heiratete Stevens Elizabeth Polk Guest, das Ehepaar hat zwei Kinder.

## Filmografie (Auswahl)
- 1957: People (Fernsehfilm)
- 1959: Peter Gunn (Fernsehserie, 1 Episode)
- 1963: The Five Cities of June (Dokumentar-Kurzfilm)
- 1979–2014: The Kennedy Center Honors: A Celebration of the Performing Arts (Fernsehsendung, als Regisseur, Produzent oder Drehbuch-Autor)
- 1976: Alfred Hitchcock Presents (Fernsehserie, 2 Episoden als Regisseur)
- 1967: The American Film: 1966 White House Festival of the Arts (Dokumentar-Kurzfilm, als Regisseur)
- 1984: George Stevens: A Filmmaker's Journey (Dokumentarfilm, als Regisseur)
- 1993: Separate But Equal (Fernseh-Miniserie, als Regisseur)
- 1994: George Stevens: D-Day to Berlin (Fernseh-Dokumentarfilm, als Regisseur)

### Dokumentarfilme  (Auswahl)
George Stevens trat in 39 Dokumentationen als er selbst auf. (Stand Februar 2017.)
- 1973–1993: AFI Life Achievement Award (Fernseh-Dokumentarserie, 13 Episoden)
- 1992: Jesus Christ, Movie Star (Fernseh-Dokumentarfilm)
- 1998: Memories of 'Giant'  (Dokumentarfilm)
- 2001: History vs. Hollywood (Fernseh-Dokumentarserie, 1 Episode)
- 2004: Imaginary Witness: Hollywood and the Holocaust (Fernseh-Dokumentarfilm)
- 2009: All the Presidents' Movies: The Movie  (Fernseh-Dokumentarfilm)
- 2010: Moguls & Movie Stars: A History of Hollywood (Fernseh-Dokumentarfilm)

## Auszeichnungen & Filmpreise
George Stevens Junior wurde am 1. Dezember 2012 mit einem Ehrenoscar für sein Lebenswerk ausgezeichnet und hat neben 38 Nominierungen noch 30 weitere Preise erhalten (Stand Februar 2017).
Oscars 
- Nominierung als bester Dokumentar-Kurzfilm der Oscarverleihung 1964
- Auszeichnung mit einem Ehrenoscar für sein Lebenswerk, 2013

Primetime Emmy: Gewonnen
- 1975: Special Classification of Outstanding Program and Individual Achievement für „The American Film Institute Salute to James Cagney“
- 1983 und 1986: Outstanding Variety, Music or Comedy Program für „The Kennedy Center Honors: A Celebration of the Performing Arts“
- 1988: Outstanding Miniseries für Der Fall Mary Phagan
- 1989: Outstanding Special Events für „The Kennedy Center Honors: A Celebration of the Performing Arts“
- 1994: Outstanding Drama/Comedy Special and Miniseries für „Separate But Equal“
- 1994: Outstanding Individual Achievement – Informational Programming für „George Stevens: D-Day to Berlin“
- 1996, 2009, 2010, 2011 und 2012: Outstanding Variety, Music or Comedy Special für „The Kennedy Center Honors: A Celebration of the Performing Arts“
- 2013:  Outstanding Variety Special für „The Kennedy Center Honors“

Nominierungen (Auswahl):
- 1975: Special Classification of Outstanding Program and Individual Achievement für „The American Film Institute Salute to Orson Welles“
- 1983:  Outstanding Variety, Music or Comedy Program für „The Kennedy Center Honors: A Celebration of the Performing Arts“

Writers Guild of America (WGA): Gewonnen (Auswahl):
- 1989: WGA Award (TV) der WGA für „George Stevens: A Filmmaker's Journey“
- 1992:  Paul Selvin Honorary Award
- 2002, 2003, 2005, 2006 WGA Award (TV) für „The Kennedy Center Honors: A Celebration of the Performing Arts“

Nominierungen (Auswahl):
- 1996: WGA Award (TV) für „The American Film Institute Salute to Steven Spielberg“
- 1999: WGA Award (TV) für „The American Film Institute Salute to Robert Wise“
- 2004: WGA Award (TV) für „The Kennedy Center Honors“

Andere 
- 1984: „Golden Hugo“ für den besten Dokumentarfilm des Chicago International Film Festivals für George Stevens: A Filmmaker's Journey
- 1985: „IDA Award“ der International Documentary Association für George Stevens: A Filmmaker's Journey
- 1990: „Showmanship Award“ der Publicists Guild of America
- 1991: Humanitas Prize für Separate But Equal (Fernsehfilm über das Gerichtsverfahren Brown v. Board of Education) und 2011 für Thurgood (Fernsehfilm über Thurgood Marshall)
- 2013: „William K. Everson Film History Award“ des National Board of Review
- 2025: Presidential Medal of Freedom verliehen.[3]